# Ківьял-Чурачики
Ківья́л-Чурачики (рос. Кивьял-Чурачики, чув. Кивьял Чурачăк) — присілок у складі Чебоксарського району Чувашії, Росія. Входить до складу Ішлейського сільського поселення.
Населення — 24 особи (2010; 29 у 2002).
Національний склад:
- чуваші — 100 %